# 押切橋

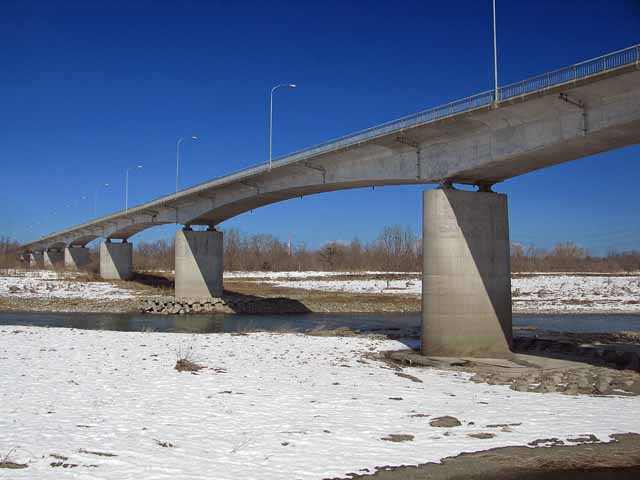
右岸上流側から見た押切橋

押切橋（おしきりばし）は、埼玉県熊谷市大麻生と同市押切の間に架かり、荒川を渡る埼玉県道47号深谷東松山線の道路橋である。

## 概要
河口から81.2 kmの地点に架かる橋長1,339.13メートル、総幅員11.5メートル、有効幅員10.50メートル（車道8.0メートル、歩道2.5メートル）、最大支間長65.5メートルの16径間のPC連続箱桁橋である。歩道は上流側のみに設置されている。また、橋の右岸側に81メートル、左岸側に274メートルの取り付け高架橋が設けられている。すぐ下流に架かる熊谷大橋によく似た外見を持つが、押切橋とは構造が異なりPCラーメン橋である。名前の由来は、押切の渡しにちなむ。
左岸は連続した堤防が設けられているが、右岸は河岸段丘の段丘面に接続されていて堤防が設けられていない。橋が左岸堤防と立体交差する辺りで、その天端を通る道路に降りるための橋（通称「ランプ」）が分岐している。押切橋を北に進むと秩父鉄道秩父本線と国道140号（旧道）を立体交差し、国道140号バイパスに至る。公共交通機関は設定されていないが、江南地区から籠原駅南口、および熊谷駅南口に至る熊谷市ゆうゆうバス（コミュニティバス）のほたる号の走行経路に指定されている。
橋の全長は1,339.13メートルで、埼玉県においては上江橋、幸魂大橋に次いで長く、埼玉県管理の県道に架かる橋梁としては最長である。

## 歴史
押切橋は幾度となく架け直された過去がある。
流失と架け替えが繰り返された理由として、押切の名が示す通りこの地域は大水（洪水）の常襲地帯で、堤を押し破ることからこの名がつけられ、このような立地から上流からの砂礫や流木等によって橋の傷みが激しかったことが挙げられる。また架橋技術などの問題から、3代目まで木橋が続いたことも要因のひとつと言える。「荒川新扇状地」（｢新荒川扇状地｣や｢熊谷扇状地」とも呼ばれる）の扇頂に近く、国土地理院の「治水地形分類図」を参照すると周辺に無数の旧流路が主に北東方向に乱流していたことが分かる。

### 1919年・1933年の橋
冠水橋が架けられる以前は、押切の渡しと呼ばれる、大麻生村と押切村を結ぶ村道に属する私設の渡船であった。渡船がいつから存在したかは定かではないが、1876年（明治9年）頃までには存在したとされる。渡船は人用と馬用が1艘ずつの2隻を有し、管理運営は地元地域で行い、渡船賃（通行料）は徒歩は二厘、馬は五厘を徴収していた。また、大正時代は徒歩は大人一人二銭を徴収していた。冬場などで流量が減少し、渡河が困難な時期は仮橋を架設していた。また、渡し場を利用した荷馬車業者による物資の輸送も盛んであった。1919年（大正8年）、御正村押切地区の寄付によって道幅の狭い木桁橋の冠水橋（かんすいきょう）が架設された。なお、1920年（大正9年）に村道は県道に昇格されている。
渡船は押切橋の完成とともに一応廃止されたが、大水の際に橋が流失するなどして通行不能となった場合は復旧までの間、臨時に渡船を運航していた。
1933年（昭和8年）に同じ木桁橋の冠水橋に架け替えられた。

### 1954年の橋
1954年（昭和29年）に橋長231.4メートルの木桁橋の冠水橋が埼玉県によって架設された。
また、この橋の開通によって渡船は完全に廃止された。現在は右岸側の橋の袂にある八幡神社の脇に河原に降りていた道のみが残されている。

### 1959年の橋
1959年（昭和34年）8月、橋長231.8メートル、幅員3.6メートルのコンクリート製（桁部一部木製）の冠水橋に架け直された。旧久下橋に酷似した構造の冠水橋で、車幅制限は2.1メートル、重量制限は標識にて3.0 tとなっていた。竣工当時欄干は設置されていなかったが、後に簡易な欄干を充てた。
普通自動車の幅しかなく橋上での行き違いが不可能なため、交互通行で両岸から互いの様子を見計らいながらゆずりあって渡ったことも久下橋と同様であった。この橋は1961年（昭和36年）頃の洪水による流失をはじめ、1971年（昭和46年）9月1日の台風23号の洪水によって流失した他、1966年（昭和41年）の台風や、1982年（昭和57年）8月の台風10号、1983年（昭和58年）8月の台風による洪水でも橋が一部損壊し、長期にわたって通行不能となった。
また、橋の修繕の際にも通行止めの措置が取られ、1986年（昭和61年）11月15日から12月15日までの1ヶ月間は通行止めとされた。
1991年の永久橋の開通と共に、1919年以来より続いた冠水橋は通行止めになり惜しまれつつも撤去された。橋の痕跡は残されていないが、取り付け道路はゴルフ場の中を南北に横切る道として残っている。

### 1991年の橋
1973年（昭和48年）3月、江南村長を会長として近隣十三市町村による「押切架橋促進期成同盟会」が結成され、国および県に永久橋の架橋を働きかけた。橋は国庫補助の橋梁整備事業として国道140号バイパスから県道富田・熊谷線（現、埼玉県道81号熊谷寄居線）までの2130メートルを事業区間として総事業費約49億円を投じて1980年（昭和55年）着工され、今までの橋の600メートル上流側にPC連続箱桁橋の永久橋として架設されることとなった。橋は1991年（平成3年）2月竣工し、同年3月15日に開通した。これが現在の押切橋である。また、橋の開通に合わせて取り付け道路となる3本の道路を押切地区に新たに建設した。橋の施工担当は新構造技術、住友建設、古郡建設、大成建設、飛島建設等である。
開通日前の3月10日に押切橋開通行事実行委員会主催による開通記念イベントが開催され、フォークダンスや橋上ウォーキング、マラソン大会などが行われた。3月15日の10時30分に橋の北詰寄りの橋上にて橋の開通式が挙行され、国・県会議員や畑県知事のほか江南町長や熊谷市長およびその住民など約300名が出席した。開通式は開通記念式典として畑県知事らによる祝辞やテープカットが執り行われ、二組の三世代家族を先頭に警察カラーガード隊による渡り初めが行われた。そして式典終了後に橋の供用を開始した。当時は熊谷市と大里郡江南町を結ぶ橋であったが、2007年（平成19年）2月13日の市町村合併（平成の大合併）で両岸とも熊谷市となった。

## 周辺

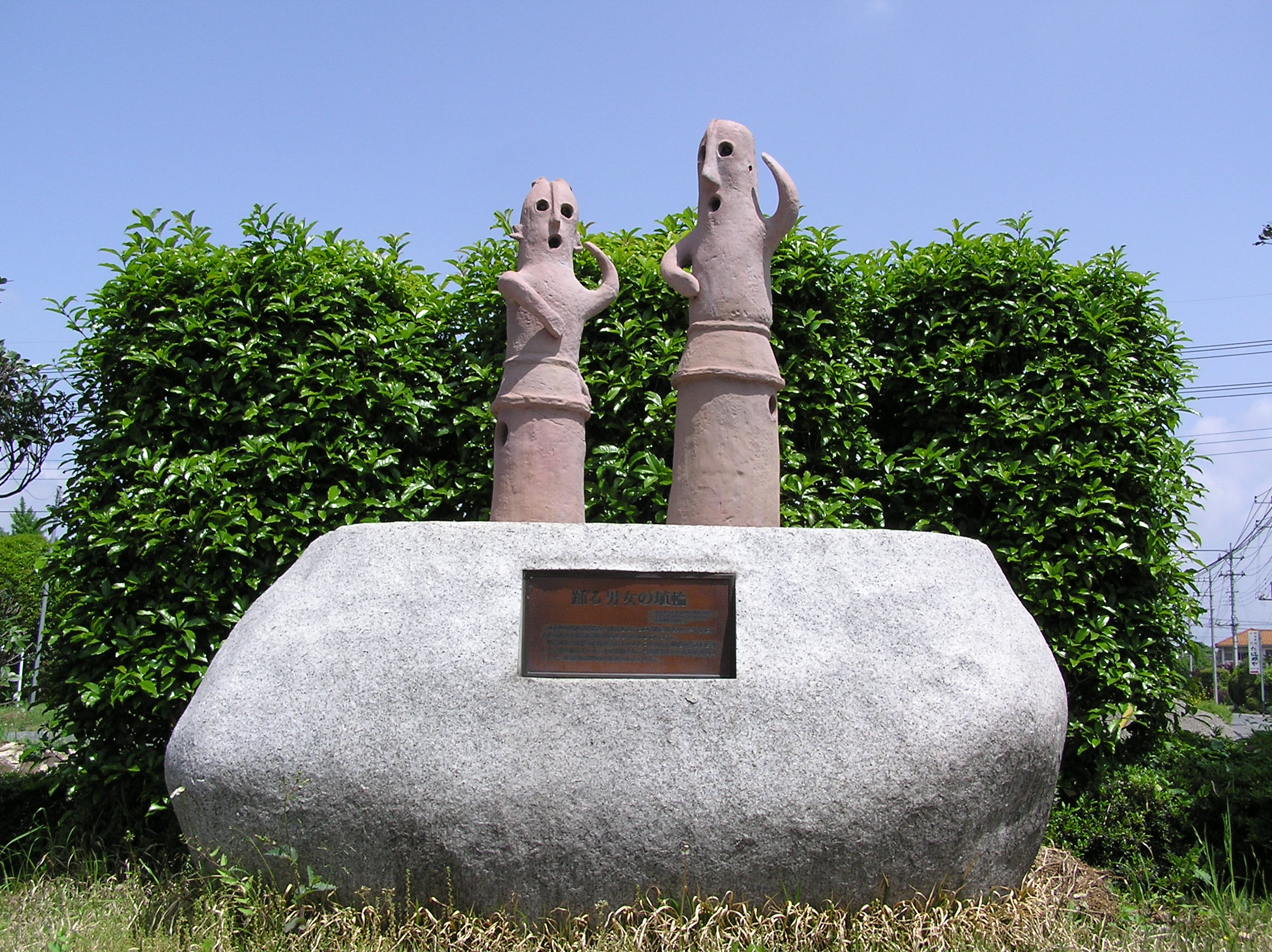
埼玉県熊谷市・押切橋南公園に立つ「踊る男女の埴輪」。

河川敷は左岸側に広くとられている。その広い河川敷を利用した公園やゴルフ場などの施設が広がる。
橋の周辺の河川敷は環境省の「残したい日本の音風景100選」に選定されており、秋には虫の音の鑑賞会などが催されている。付近には古墳などの遺跡も多い。また、橋の西側は深谷市の市域が近い。
- 秩父鉄道大麻生駅
- 県営大麻生ゴルフ場
- 荒川大麻生公園
- 埼玉県立熊谷特別支援学校
- 押切橋北公園 - 馬形埴輪（重要文化財、熊谷市上中条日向島出土）のモニュメントが設置されている[35]。実物は東京国立博物館が所蔵。
- 押切橋南公園 - 教科書などに掲載される「踊る埴輪」のレプリカが設置されている[36]。付近の野原古墳でこの埴輪が出土した。実物は東京国立博物館が所蔵。
- 八幡神社 - 橋の南詰に鎮座し、当橋と同様に流失と再建を繰り返していた。
- 江南サイフォン跡
- 熊谷市立江南北小学校
- 鹿島古墳群
- 白鳥飛来地

## その他
熊谷市周辺で凄惨な殺人事件である埼玉愛犬家連続殺人事件が発生し、冠水橋が遺体の遺棄現場の一つにもなった。1991年の橋の架け替えが絡んだことから遺体の捜索が難航を極めた。

## 風景

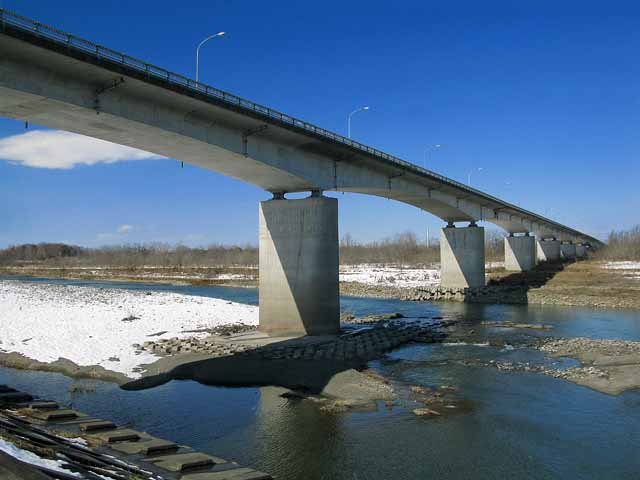
右岸下流側より

## 隣の橋
- 荒川

（上流） - 荒川第二水管橋 - 植松橋 - 押切橋 - 熊谷大橋 - 荒川大橋 - （下流）